# Izúcar de Matamoros
Izúcar de Matamoros est une ville de la municipalité du même nom située dans la partie sud-ouest de l'État mexicain de Puebla. La ville est le chef-lieu de la municipalité. Au recensement de 2010, la municipalité comptait 77 601 habitants. La municipalité a une superficie de 514,11 km2  et se trouve à 1 278 m au-dessus du niveau de la mer. Ses autres communautés les plus importantes sont les villes de La Galarza (en) et San Juan Raboso (en). Les curiosités sont les portails, et Santo Domingo, la plus grande église de la ville.

## Histoire
Izúcar de Matamoros tire son nom du mot náhuatl, Itzocan, qui est composé de itztli, qui signifie couteau ou silex, ohtli qui signifie chemin et -can. Par conséquent, cela signifie « Lieu du chemin de silex ». D'autres interprétations suggèrent que cela pourrait signifier « lieu des visages peints », ou « lieu de l'obsidienne » ou « lieu où l'obsidienne est travaillée ».
Elle a été le site de l'escarmouche de la guerre américano-mexicaine à Matamoros le 23 novembre 1847.
L'épicentre du tremblement de terre de Puebla en 2017 était situé à environ 6 km à l'est du centre-ville.

## Agriculture
L'agriculture de la campagne environnante est consacrée à la culture de la canne à sucre qui est transformée dans une usine à Atencingo (es).

## Personnalités
- Joel Rendón (1967-), artiste, sculpteur et graveur mexicain, est né à Izúcar de Matamoros.